# ديفيد فيرغسون (لاعب كرة طائرة)
ديفيد فيرغسون (بالإنجليزية: David Ferguson)‏ (13 مارس 1982 في أستراليا - ) هو لاعب كرة طائرة أسترالي في مركز وسط ‏. شارك في الألعاب الأولمبية الصيفية 2004. ولعب مع Arago de Sète ‏.

## وصلات خارجية
- ديفيد فيرغسون على موقع أوليمبيديا (الإنجليزية)